# Lielvārde
Lielvārde ( výslovnost) je město v Lotyšsku a správní centrum stejnojmenného kraje. V roce 2010 zde žilo 6 837 obyvatel.